# آبازه محمد پاشا جلالی

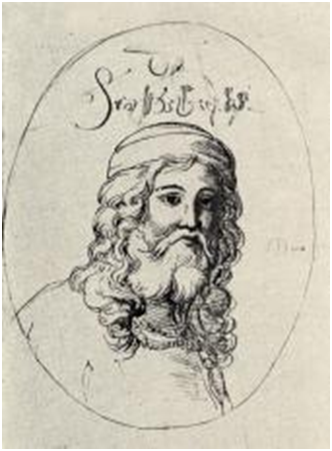
تصویر آبازه محمد پاشا جلالی

آبازه محمد پاشا جلالی (ترکی استانبولی: Abaza Mehmed Paşa) (زادهٔ ۱۵۷۶ میلادی – درگذشتهٔ ۲۳ اوت ۱۶۳۴ میلادی) دولتمرد و سردار عثمانی، بیگلربیگی حلب، فرمانروای مرعش و سپس والی ارزروم بود. وی در دوران حکومت مراد چهارم در سال ۱۶۳۴ میلادی اعدام شد.

## زندگی
وی از نظر تباری به قبیلهٔ آبازه منسوب بود که این قبیله، یکی از قبایل ساکن در منطقهٔ شرقی دریای سیاه بود. او نخست خزانه‌دار و از سپاهیان جان پولاد شورشیِ دروزی بود. هنگامی که جان پولاد از مراد پاشا شکست خورد، آبازه همراه دیگر یارانِ جان پولاد اسیر گشت. با وساطت خلیل آغا از فرماندهان سپاه ینی‌چری، مراد پاشا از خون او درگذشت و او را بخشید. پس از ان خلیل آغا او را از حمایت خود برخوردار ساخت و به فرزندی برگزید، همچنین محمد پاشا صدراعظم دختر حسین پاشا برادر خود را به ازدواج او درآورد و بدین سان بر اهمیت او افزود. چون خلیل پاشا به مقام «قپودان دریا» (امیر البحر) ارتقا یافت، آبازه را به‌عنوان دریا بیگی به فرماندهی یکی از کشتی‌های جنگی برگزید. هنگامی که خلیل به صدارت رسید، در اثنای لشکرکشی به ایران او را به بیگلربیگی مرعش برگماشت و پس از آن در سال ۱۶۲۱ میلادی، هنگام لشکرکشی به خوتین حکمرانی ناحیهٔ ارزروم را به وی واگذاشت. با انتشار شایعهٔ برچیده‌شدن تشکیلات ینی‌چری در پاره‌ای از شهرها از جمله عین تاب (غازی آنتپ کنونی) و ارزروم میان ینی‌چریان و افراد پاشاها، از جمله کسان آبازه پاشا، برخوردهای سخت رخ داد که گروهی از دو سوی کشته شدند. افراد ینی‌چری در شهر ارزروم به درون قلعهٔ شهر پناه بردند. سرانجام با میانجی‌گری حسین پاشا حاکم پیشین ارزروم قلعه را ترک کردند و به آبازه واگذاشتند. آبازه با شنیدن خبر قتل سلطان عثمان به خون‌خواهی وی برخاست و ینی‌چریها را کشتار کرد یا از شهر بیرون راند و به این ترتیب رسماً بر حکومت مرکزی شورید.
ینی‌چریان که عرصه را بر خود تنگ دیدند در ۷ نوامبر ۱۶۲۲ میلادی برای شکایت از آبازه به استانبول روی آوردند. سلطان مصطفی طی فرمانی آبازه را از حکومت ارزروم برکنار ساخت و چورباچی باشی را برای آگاهی از وضع آن سامان به ارزروم فرستاد.
سرانجام آبازه با سپاهی مرکب از ۳۰ هزار نفر از ارزروم بیرون آمد و شبین قره‌حصار را محاصره کرد. مرتضی پاشا والی آنجا پس از ده روز تسلیم شد و به آبازه پیوست. همچنین یوسف پاشا بیگلربیگی مرعش همراه با ۱۰ هزار نفر از افراد خود در نزدیکی سیواس به وی ملحق شد. پس از مدتی طیار پاشا نیز با آبازه متحد شد. آبازه پاشا از سیواس به سوی آنکارا حرکت کرد و از آنجا به بورسه رفت. محمود پاشا چغاله‌زاده که به مقابلهٔ او فرستاده شده بود که از بالا گرفتن شورش آبازه در اندیشه بود، این بار صدراعظم چرکس محمد پاشا را به سرکوبی او مأمور کرد. طیار پاشا و مرتضی پاشا و دیگر متحدانش او را رها ساختند و در نتیجه وی از صدراعظم به سختی شکست خورد، اما بخشوده گشت و دیگر باره (۱۶۲۵ میلادی) به حکمرانی ارزروم گماشته شد. او، پس از مدتی، لشکرکشیِ مخدومِ خود خلیل پاشا به ناحیهٔ آخسقه را بهانه ساخت و دیگر بار سر به شورش برداشت. این بار صدراعظم خسروپاشا به سمت ارزروم حرکت کرد و شهر را در محاصره گرفت و آبازه پاشا که به شدت در تنگنا افتاده بود سرانجام تسلیم شد و مجدداً از جانب سلطان بخشوده گشته به حکومت بُسنه معین شد. بعدها، وی آن چنان مورد توجه سلطان مراد چهارم قرار گرفت که پادشاه در بیشتر کارها حتی در رفتار و گونهٔ پوشیدن لباس و جز آن با وی مشورت می‌کرد. سرانجام این تقرب مایهٔ رشک بدخواهان شد به‌گونه‌ای که او را به مقاصد سوء دربارهٔ سلطان متهم ساختند و سلطان را به قتل وی واداشتند. او فرمان قتل را با خونسردی پذیرفت و پس از آنکه نماز به جای آورد خود را به دژخیم سپرد.